# 雙帶隱帶麗魚
雙帶隱帶麗魚，為輻鰭魚綱鱸形目隆頭魚亞目慈鯛科的其中一種，分布於南美洲秘魯及巴西的亞馬遜河流域，體長可達4.6公分，生活在河川中底層水域，生活習性不明，可作為觀賞魚。

## 擴展閱讀
維基物種上的相關：雙帶隱帶麗魚